# Vernon (Eure)
Vernon (/vɛʁnɔ̃/) è un comune francese di 24 543 abitanti situato nel dipartimento dell'Eure nella regione della Normandia.

## Storia

### Antichità
Nella zona di Vernon sorgeva in epoca romana un importante oppidum dei Veliocassi. Infatti ne sono stati rinvenuti i resti sullo sperone roccioso di Vernonnet, sulla riva destra della Senna. Occupava una superficie di circa 78 ettari e le sue mura vennero costruite in tre fasi distinte, la prima di tipo gallico e le altre due di tipo belgico. Sembra che il sito fosse stato occupato dal II secolo a.C. fino all'epoca Gallo-romana. Vi venne ritrovato un frammento di una delle più antiche cotte di maglia di fattura celtica, come quelle rinvenute a Ciumești o Pergamo.

### Medioevo

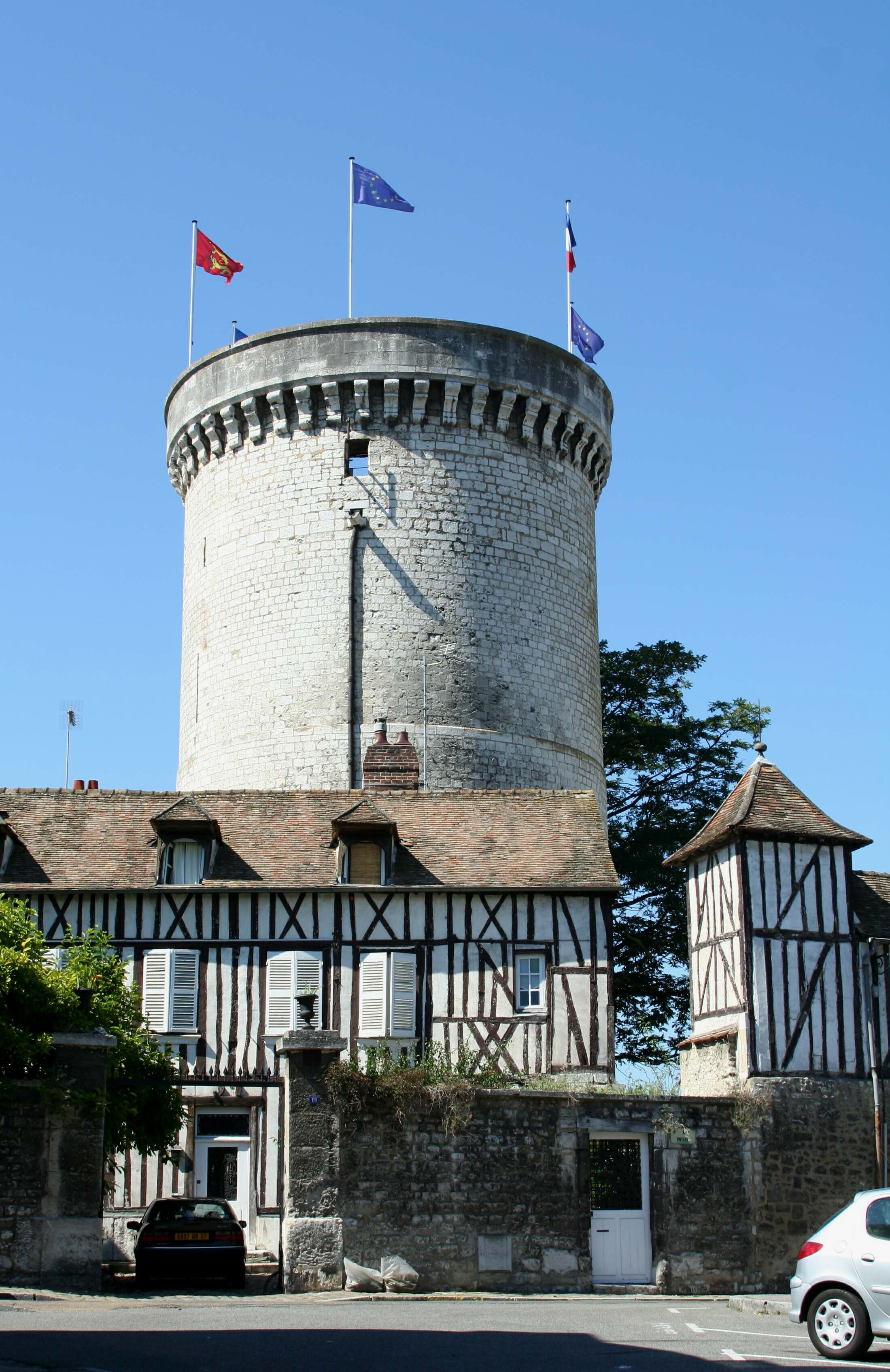
La Tour des Archives del 1196.

La città viene menzionata la prima volta da Pipino il Breve nel 750 e nell'845 viene devastata dai Vichinghi.
Con la firma del Trattato di Saint-Clair-sur-Epte del 911 fra Carlo III il Semplice e Rollone, a capo dei Vichinghi, i Normanni si insediarono in Neustria con lo scopo di proteggere il regno di Carlo da future invasioni di popoli del Nord. Vernon si trovò così a divenire un posto di frontiera. 
Nel 1045 Guglielmo II di Normandia dona Vernon a Guido di Borgogna. Nel 1066 il conte Riccardo di Vernon accompagna Guglielmo II nella conquista dell'Inghilterra. Nel 1153 Vernon viene assediata dai Francesi condotti da Luigi VII e nel 1195 Riccardo Cuor di Leone deve cedere la città ai Capetingi che la riattaccano ai domini reali. Filippo Augusto fece allora modificare le fortificazioni ed riedificò il mastio del castello, sostituendo la vecchia torre quadrata con una cilindrica, l'attuale Torre degli Archivi.
Nel corso del XIII secolo Vernon vide uno sviluppo urbanistico, nel 1204 venne ricostruito il castello e nel 1227 Luigi IX di Francia fa costruire l'Hôtel-Dieu.
Con la guerra dei Cent'anni Vernon è teatro di avvenimenti drammatici. Nel 1346 Edoardo III d'Inghilterra incendiò la città che il 22 febbraio del 1354, con la firma del Trattato di Mantes, Giovanni II di Francia dovette cederla insieme al Vexin a Carlo II di Navarra. Due anni dopo Vernon venne saccheggiata dagli uomini del duca di Lancaster e dei navarresi. Il 29 marzo del 1371 Carlo V di Francia e Carlo II di Navarra firmano il Trattato di Vernon che ristabilisce la signoria francese sul Vexin. Nel 1415 la città è di nuovo conquistata dagli Inglesi con lo sbarco di Enrico V, ma tuttavia viene ripresa dai Francesi nel 1449 in seguito alle vittorie di Carlo VII di Francia. Nel 1452 Vernon viene scelta come luogo di riunione degli Stati di Normandia. Nel 1467 Luigi XI di Francia e Carlo il Temerario firmano in città la Tregua di Vernon.

### Tempi moderni

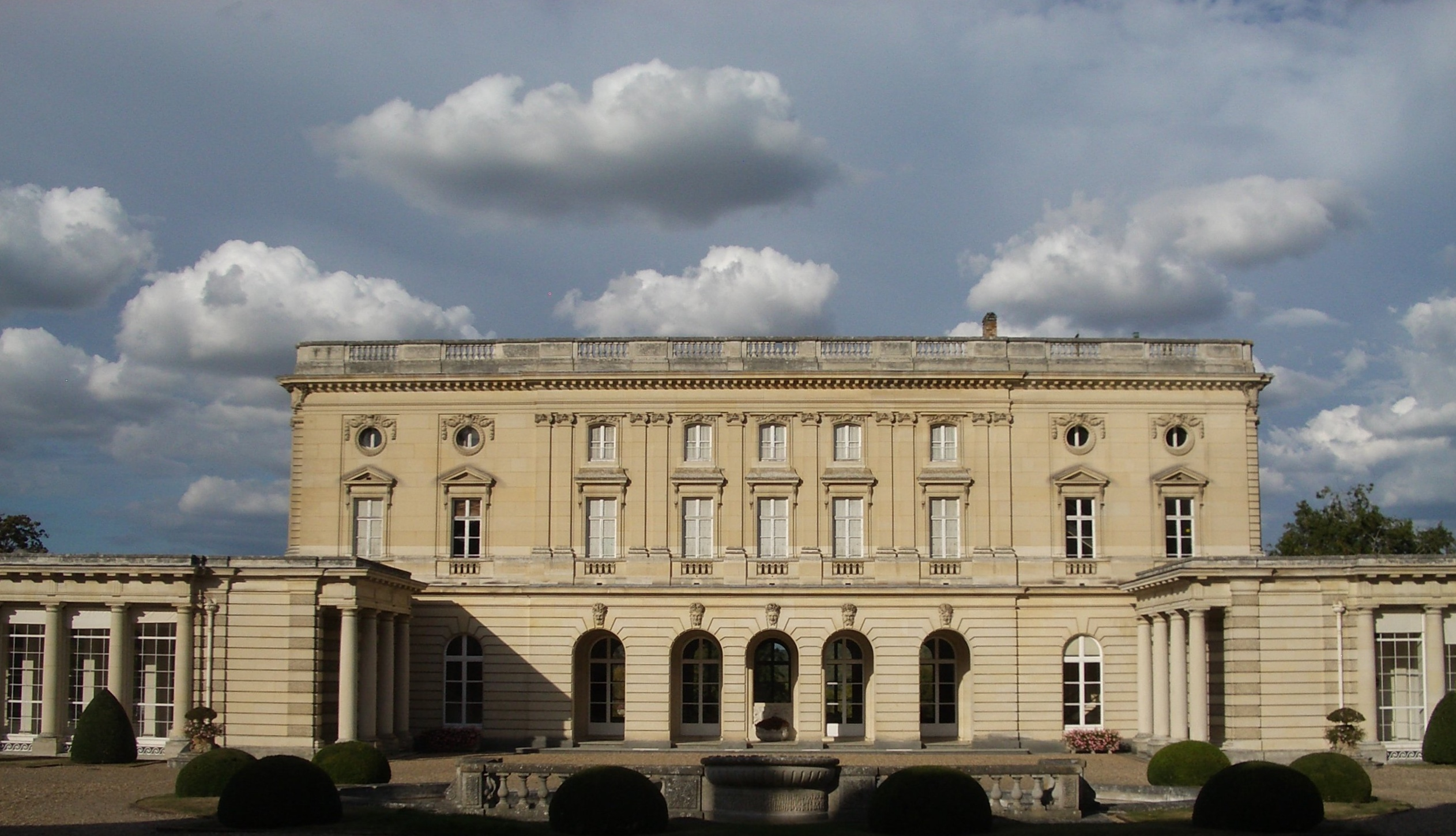
Il Castello di Bizy.

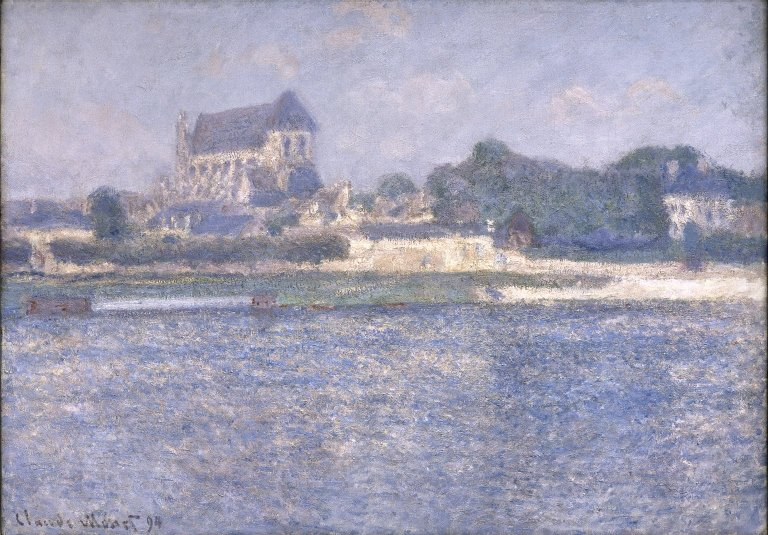
Veduta di Monet.

Nel 1596 Enrico IV di Francia viene ricevuto nel Castello di Bizy e nel 1606 fonderà un Collegio sul luogo dell'attuale Piazza Charles De Gaulle. Nel 1721 il duca Charles Louis Auguste Fouquet de Belle-Isle acquista la signoria di Vernon e intraprese diversi lavori fra i quali nel 1723 tracciò l'Avenue des Capucins e nel 1740 ingrandì il Castello di Bizy, dove il 21 settembre del 1749 vi accolse Luigi XV di Francia e Madame de Pompadour, in visita in città.

### Storia contemporanea
Nel 1792, dopo la Rivoluzione francese, i borghi di Bizy e Gamilly vengono annessi al comune di Vernon; e nel 1804 sarà la volta di Vernonnet. Nel 1810 Napoleone è ricevuto a Vernon.
Nel 1843 si inaugura la linea ferroviaria Parigi-Le Havre e viene costruita la stazione di Vernon-Giverny, che dà nuovo impulso alla città. Fra il 1883 e il 1894 Claude Monet dipingerà sei tele sulla Collegiata.
Durante la Seconda guerra mondiale la città viene bombardata dai tedeschi nel 1940, quando fecero saltare il celebre ponte sulla Senna, e la occuparono per quattro anni. Nel 1944 venne ribombardata dagli Alleati, che fecero saltare anche il ponte ferroviario il 7 maggio. Il 25 agosto le truppe britanniche liberarono la città.

### Simboli
Lo stemma venne adottato intorno al 1260. Un aneddoto racconta che sia stato concesso direttamente da re Luigi IX, a cui venne offerto del crescione, che all'epoca cresceva abbondante in zona, per ristorarsi durante una visita a Vernon. Il capo di Francia ricorda che Vernon era una Ville royale.

## Monumenti e luoghi d'interesse

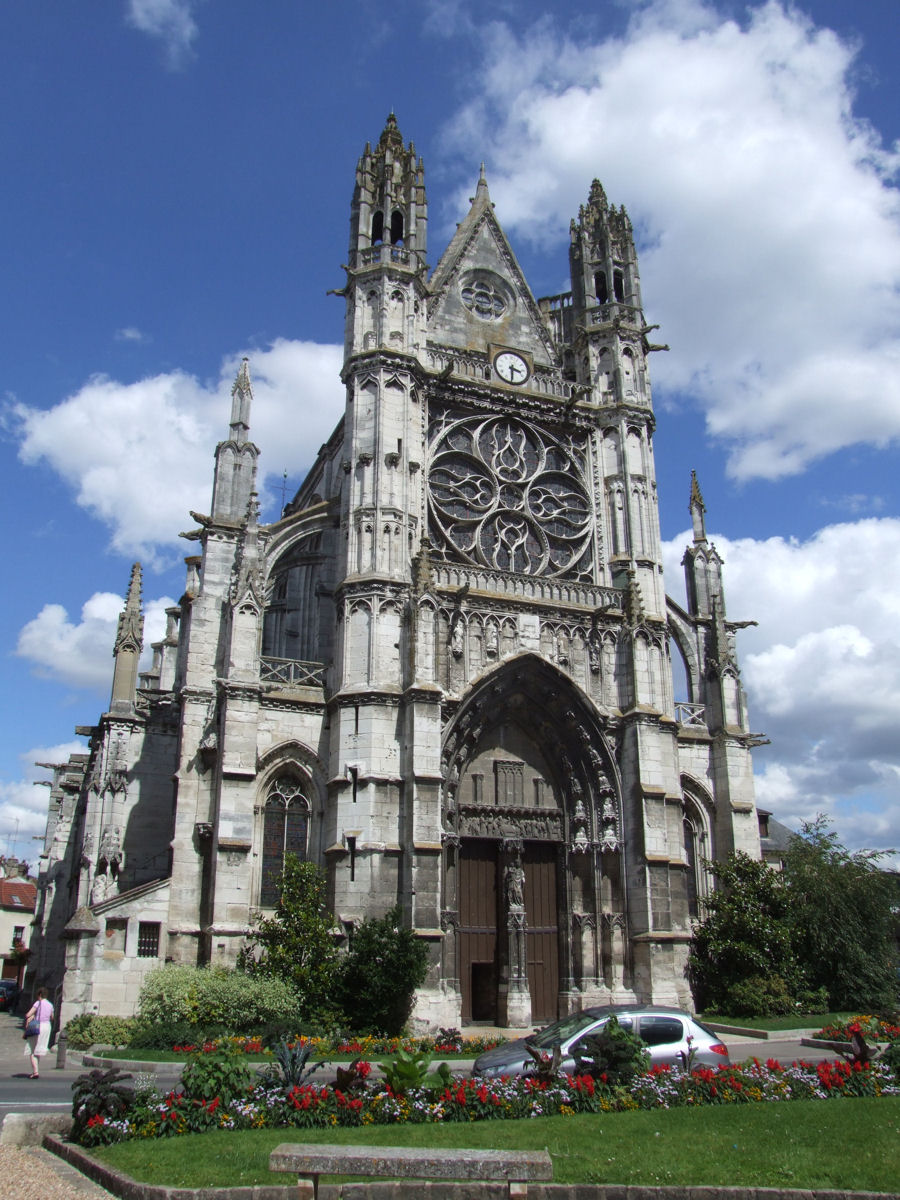
La Collegiata.

- Collegiata di Nostra Signora. È il più insigne monumento cittadino, eretto in stile gotico a partire dal XII secolo, poi rimaneggiato e ingrandito nel XIV e XV secolo.
- Maison du Temps Jadis. È una tipica costruzione a graticcio secondo lo stile normanno. Sorge a fianco della Collegiata e venne eretta nel 1450-60.
- Torre degli Archivi. Antico mastio dello scomparso castello di Vernon. Venne eretto nella sua attuale forma cilindrica nel 1196 per volere di Filippo Augusto in sostituzione del più antico di forma quadrata eretto nel 1125 da Enrico il chierico.
- Castello di Bizy. Riedificato in stile classico nel 1741.
- Castello di tourelles. Sorge a Vernonnet, sull'altra sponda della Senna, fa parte delle fortificazioni fatte costruire da Filippo Augusto nel 1196 durante la guerra per la supremazia della Normandia. Si presenta come un mastio quadrato con quattro torrette angolari cilindriche.
- Le Vieux-moulin. Il Vecchio Mulino, uno dei simboli di Vernon, venne costruito a graticcio nel XVI secolo, a cavallo dei pilastri di un distrutto ponte medievale risalente al XII secolo che collegava Vernon e Vernonnet. Venne dipinto da Claude Monet

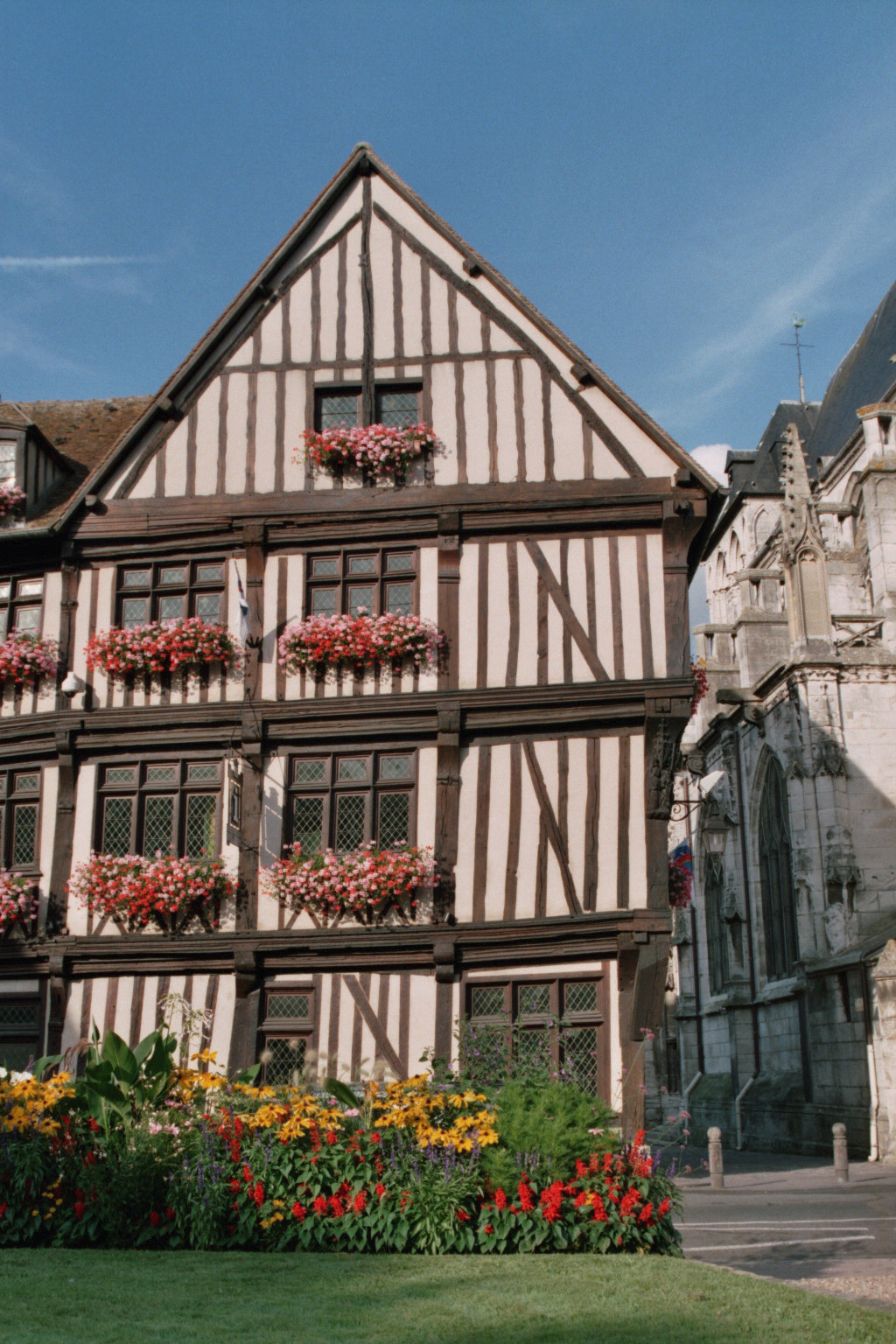
Casa del Temps Jadis
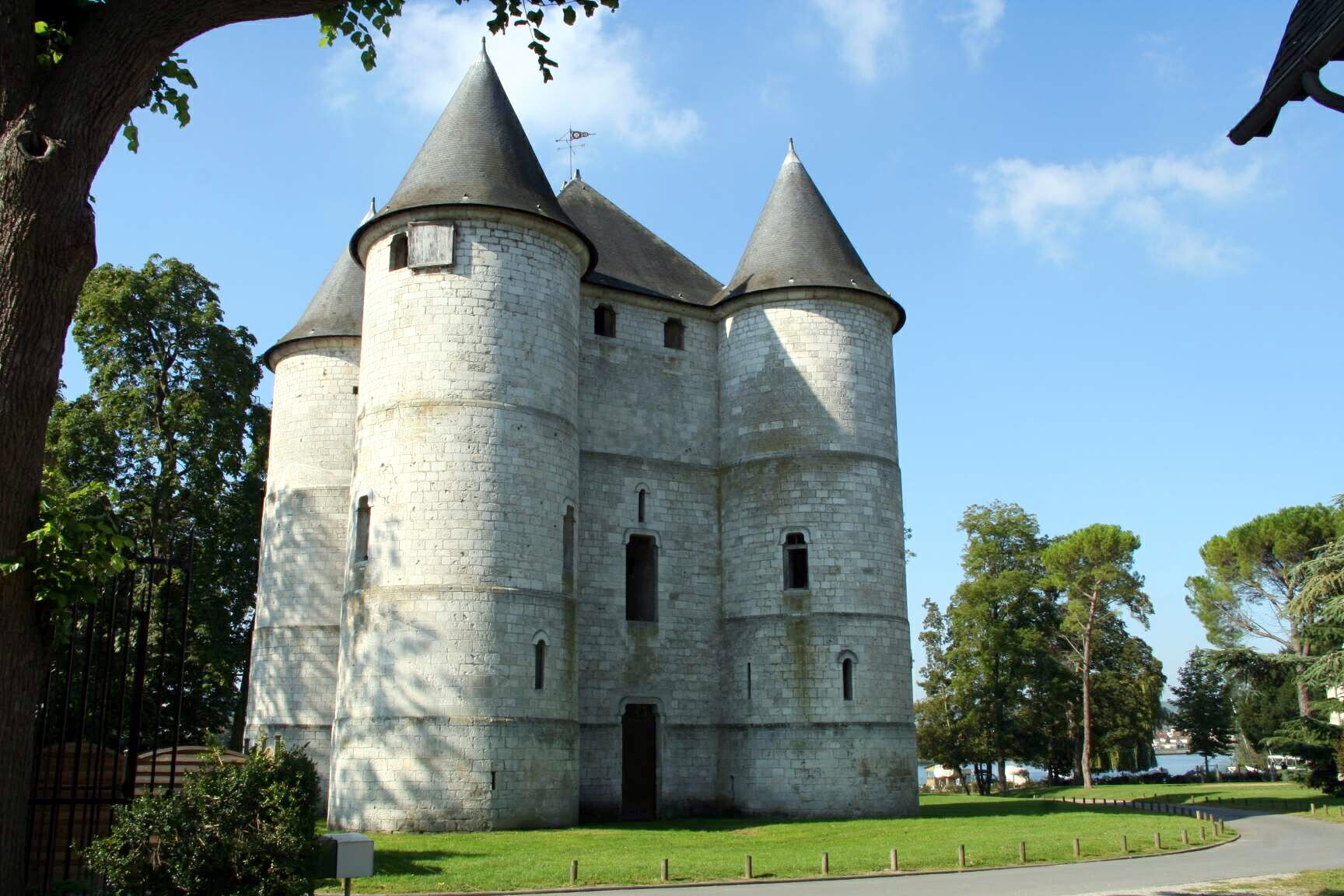
Il Castello di Tourelles.
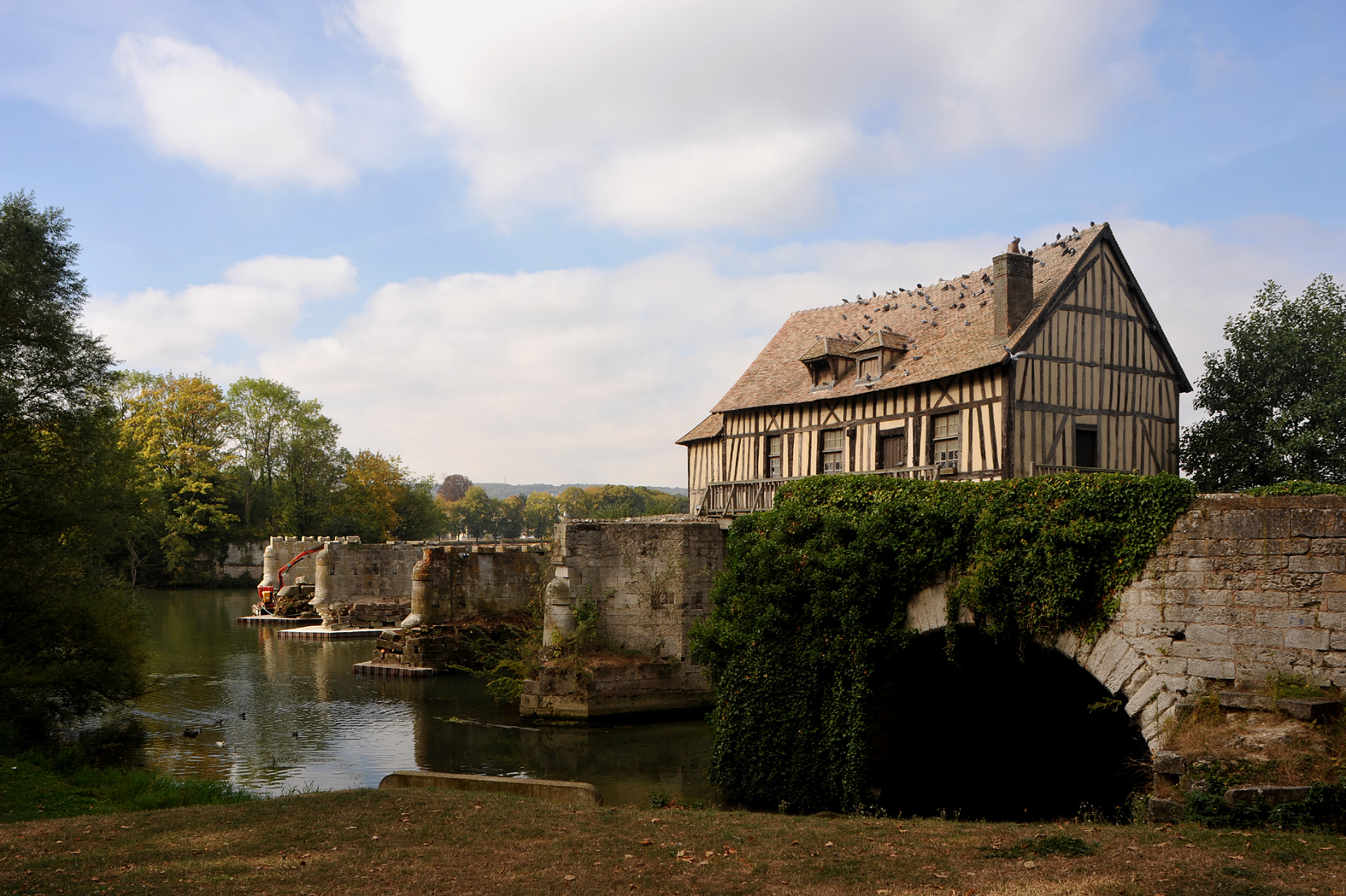
Il Vecchio Mulino.

## Società

### Evoluzione demografica
Abitanti censiti

## Cultura

### Letteratura
A Vernon è ambientato l'inizio di uno dei primi romanzi di Émile Zola, Thérèse Raquin (1867).

## Amministrazione

### Gemellaggi
- Massa
- Bad Kissingen

## Galleria d'immagini

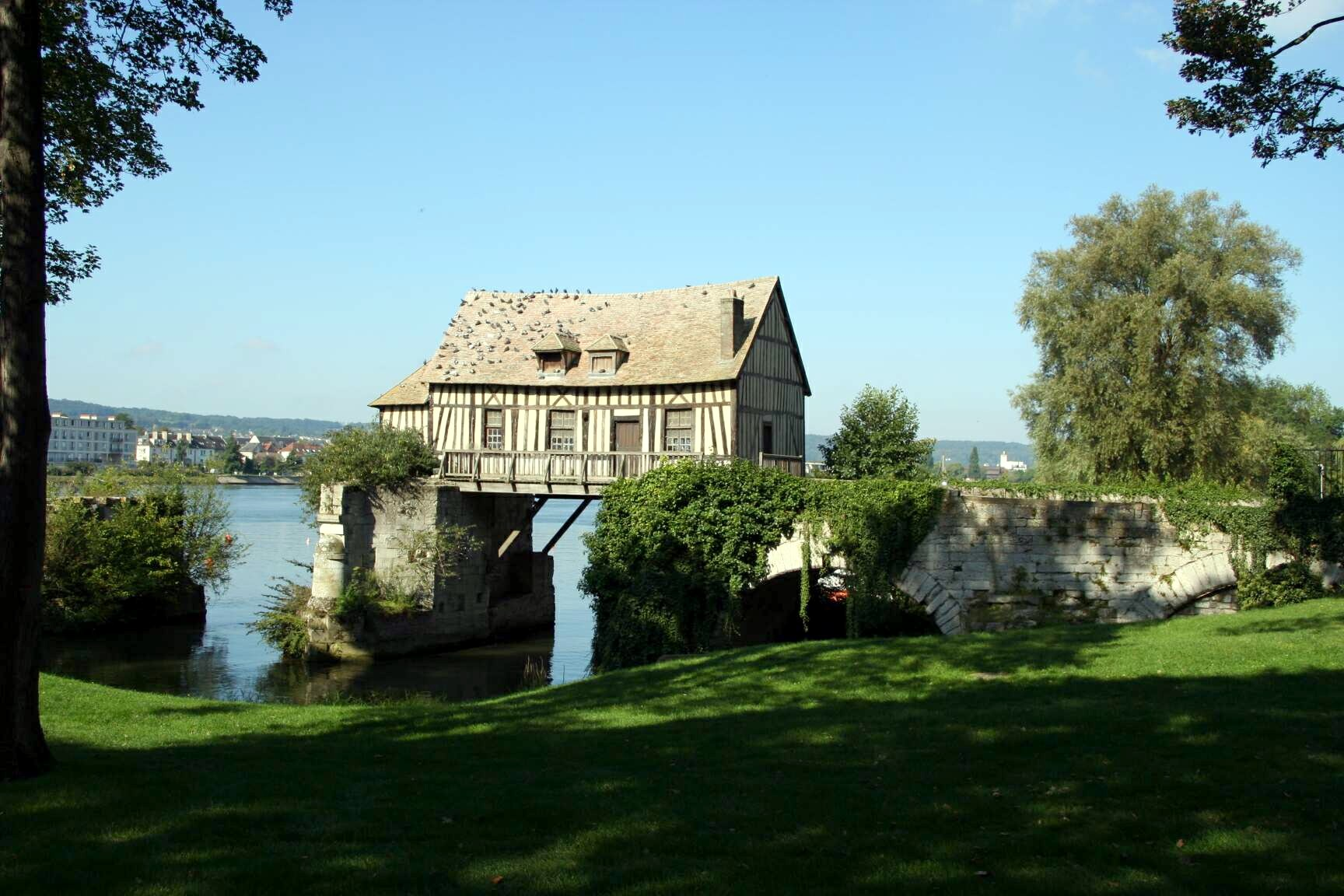
Il vecchio mulino
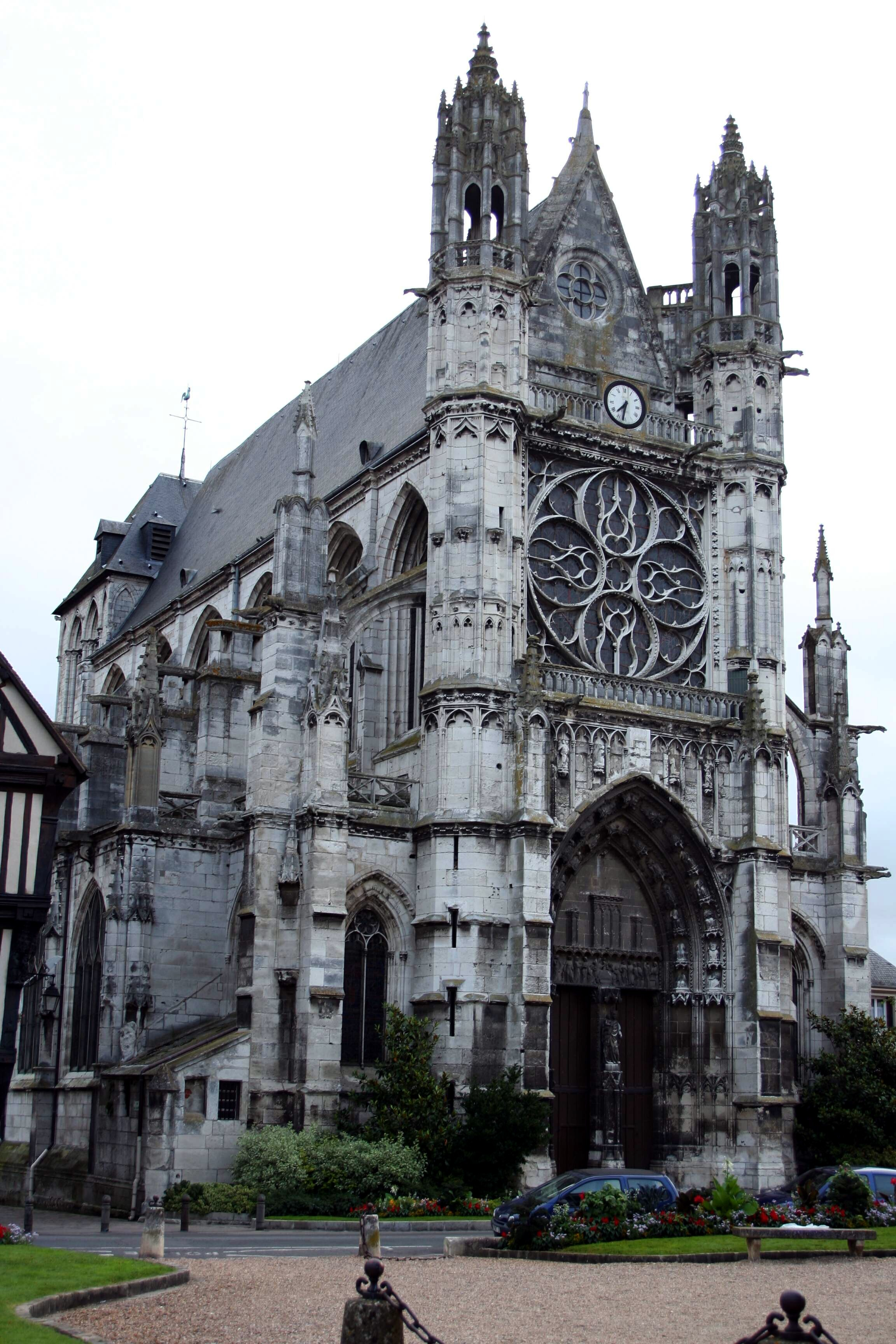
La collegiata di Notre-Dame
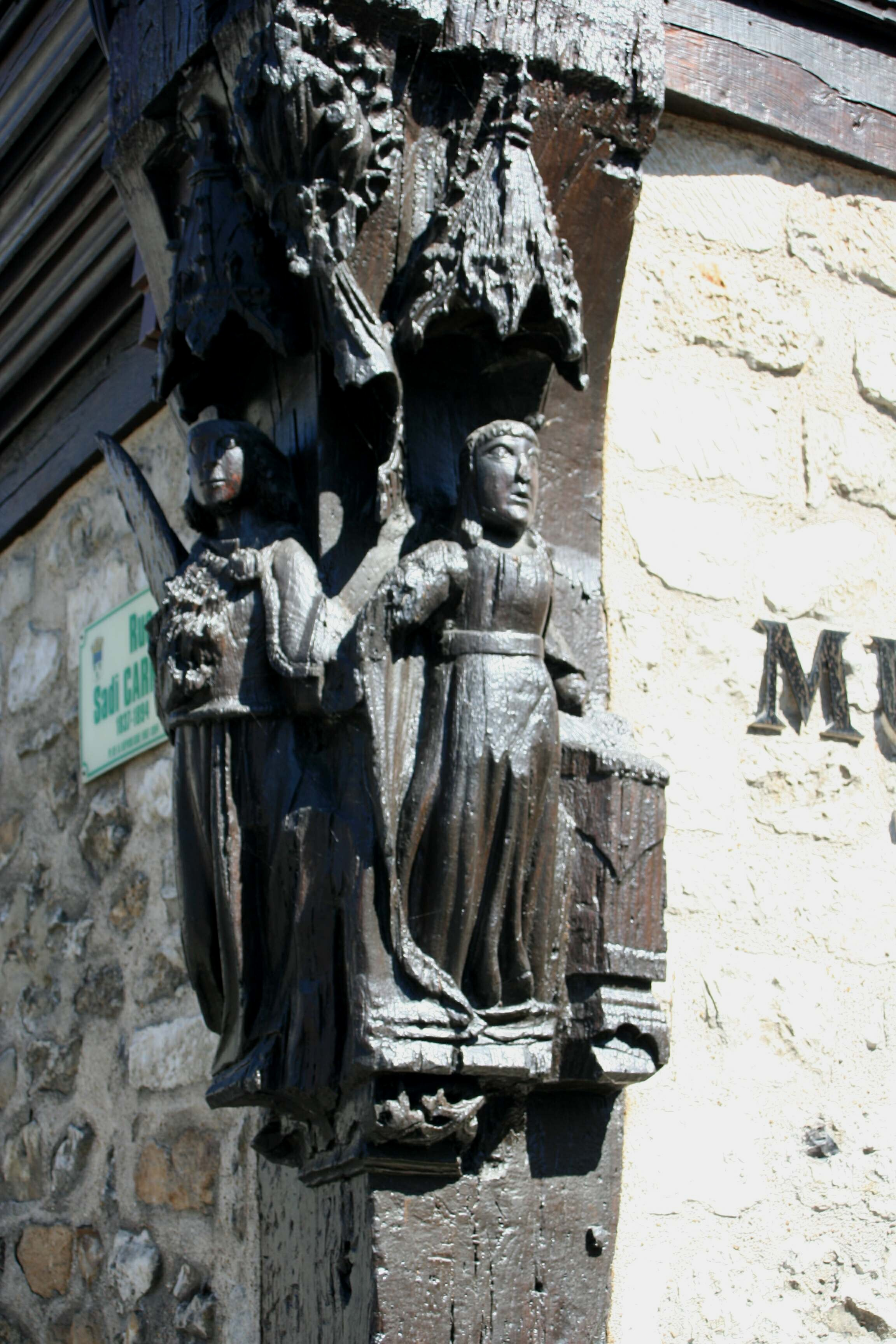
Scorcio delle vie du Pont e Carnot
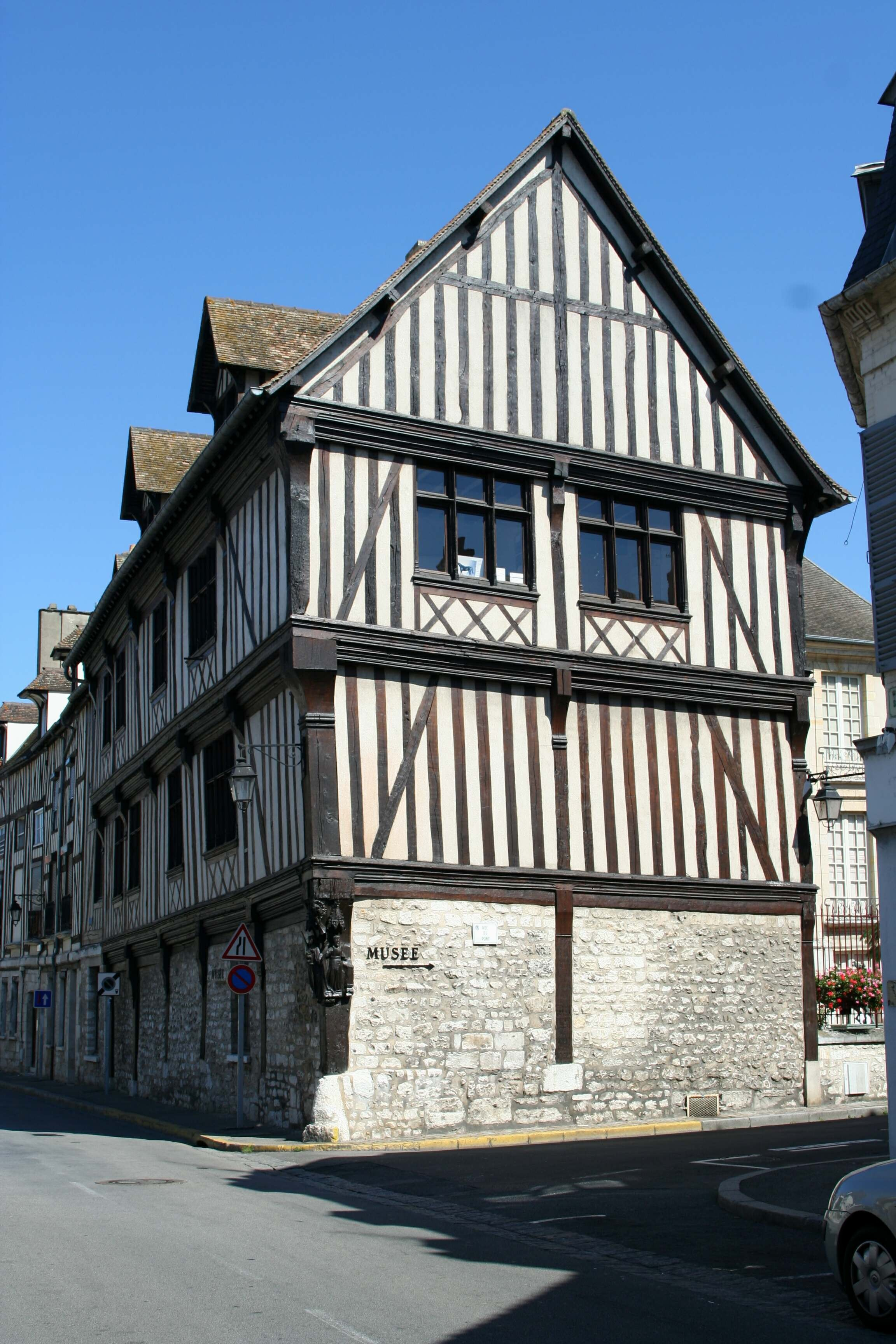
Veduta del Museo
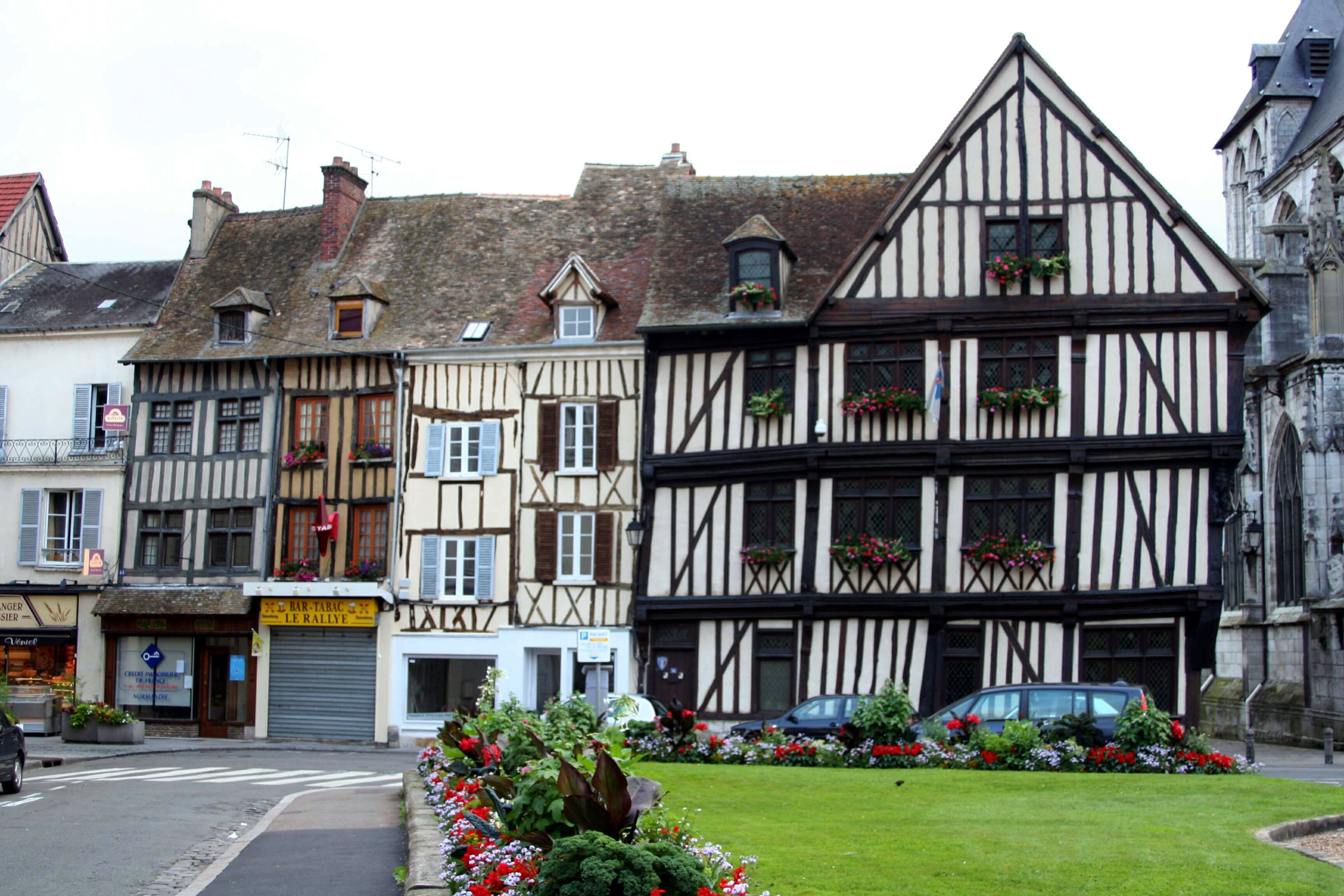
Piazza Barette
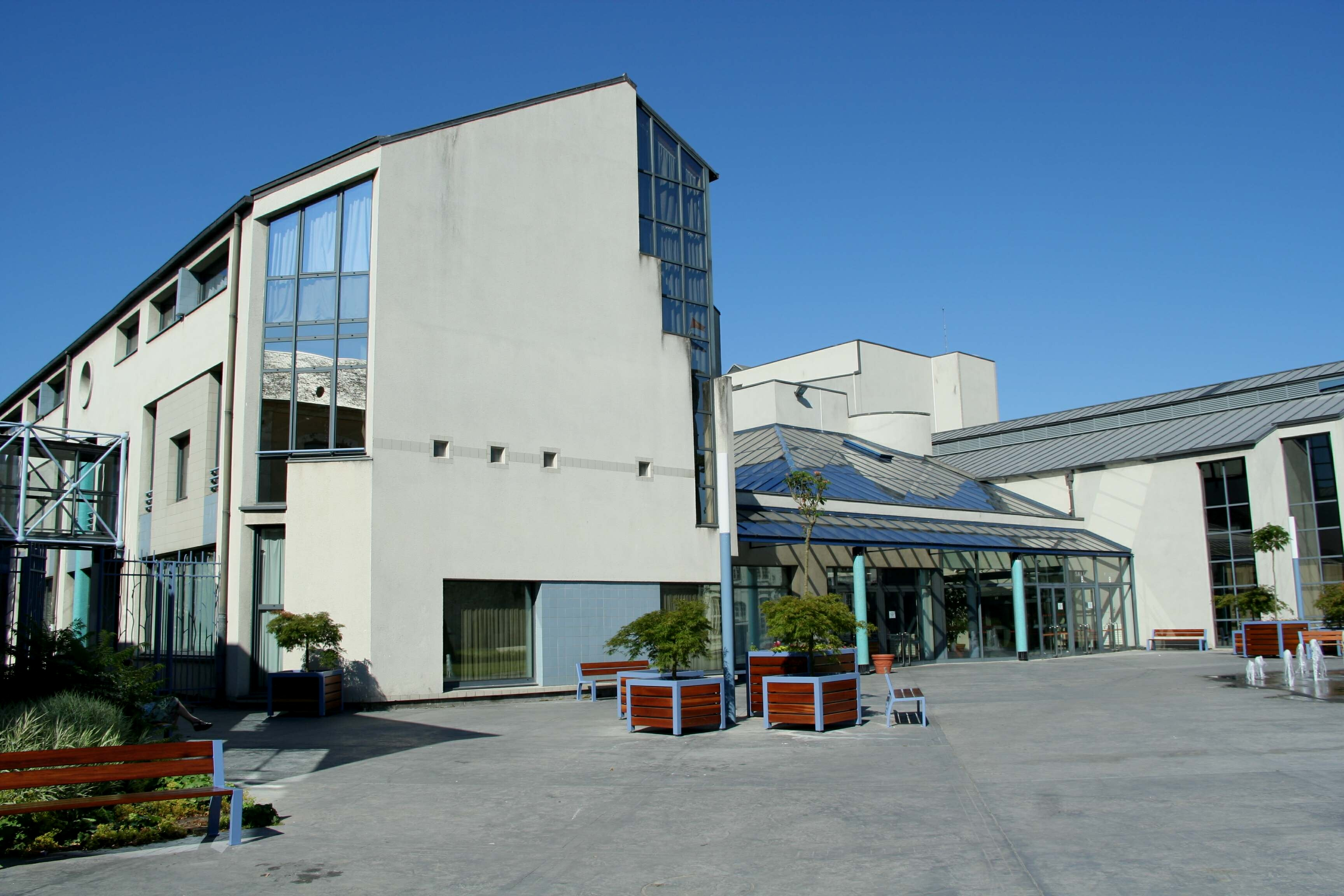
Centro Filippo Augusto
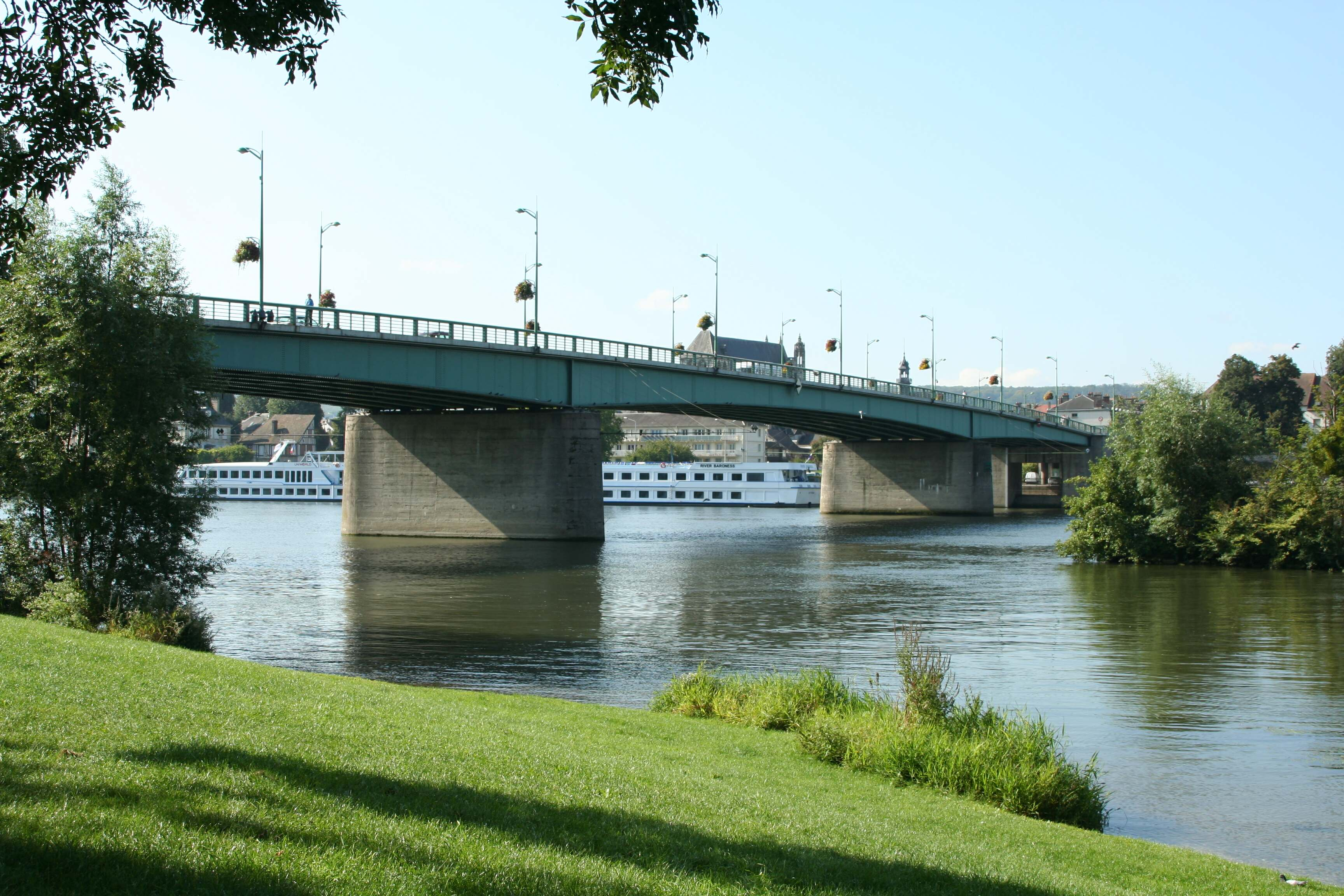
Ponte Clémenceau
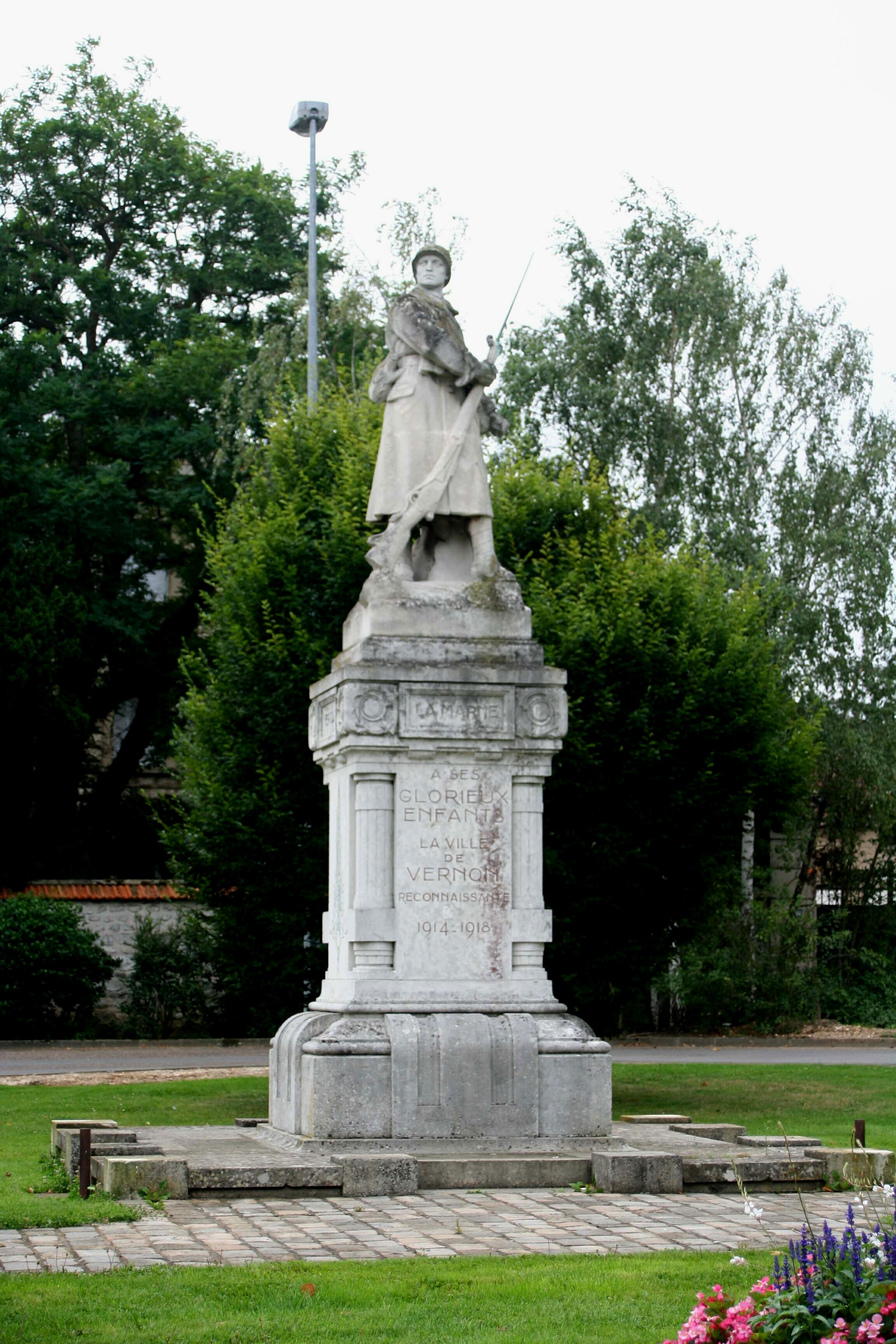
Monumento ai caduti
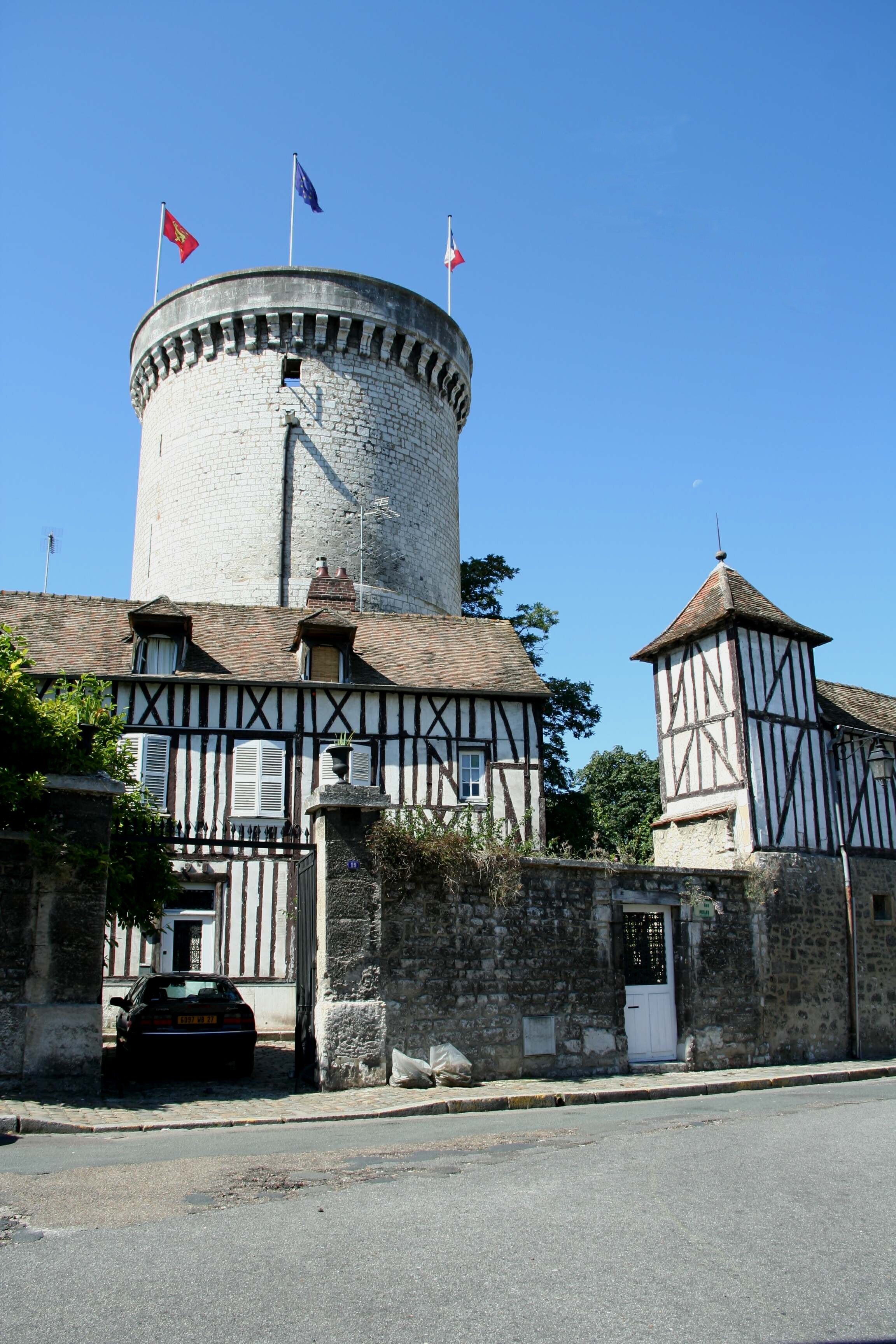
Torre degli archivi
Piazza Charles de Gaulle
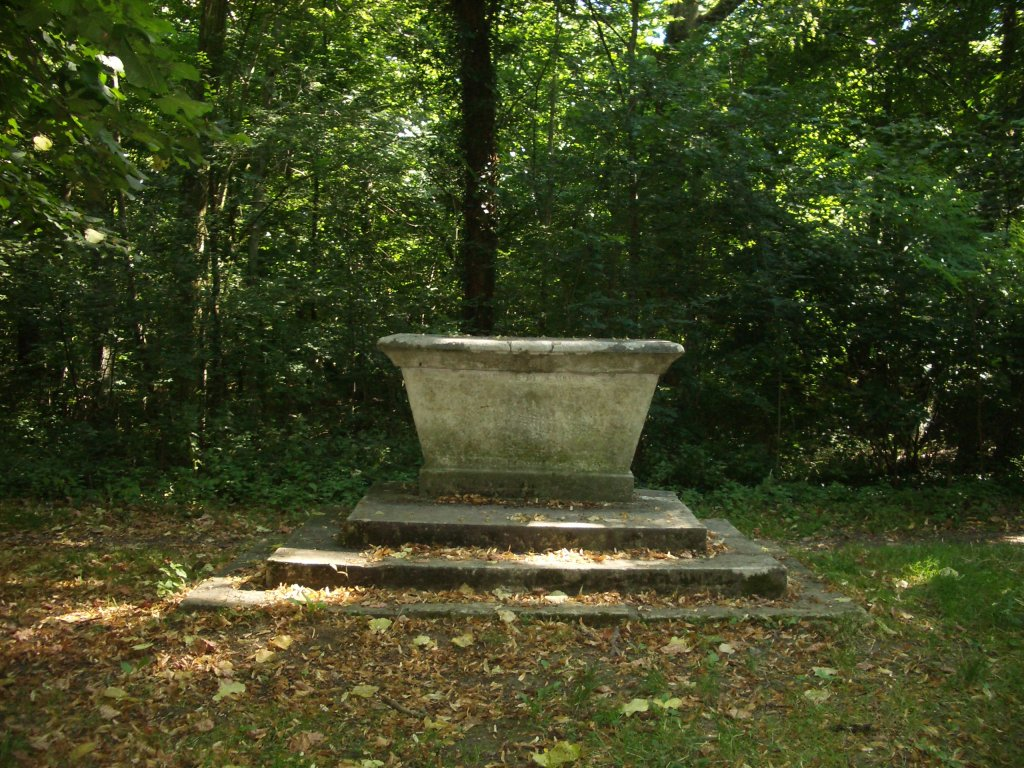
Tomba di Saint Mauxe